# Divisie Nr. 4 (Newfoundland en Labrador)
Divisie Nr. 4 (Engels: Division No. 4) is een censusdivisie in Newfoundland en Labrador, de oostelijkste provincie van Canada. Het door Statistics Canada afgebakende gebied komt overeen met het zuidwestelijke deel van het eiland Newfoundland.
De grootste gemeente in de divisie is Stephenville.

## Demografie

### Bevolkingsomvang
De volkstelling van 1951 was de eerste sinds de toetreding van Newfoundland tot de Canadese Confederatie. Divisie Nr. 4 telde toen zo'n 16.000 inwoners. De censusdivisie kende in de jaren erna een stevige groei en piekte net boven de 30.000 inwoners in 1976. Daarna begon er een gestage bevolkingsdaling die tot zich tot op heden manifesteert. In 2021 telde Divisie Nr. 4 niet veel meer dan 19.000 inwoners meer; ofwel een daling van 36% in 45 jaar tijd.
- Bron: Statistics Canada (1951–1986[1], 1991–1996[2], 2001–2006[3], 2011–2016[4], 2021[5])

### Taal
In 2021 had 97,8% van de inwoners van Divisie Nr. 4 het Engels als (al dan niet gedeelde) moedertaal; vrijwel alle anderen waren die taal machtig. Hoewel slechts 385 mensen (2,0%) het Frans als (al dan niet gedeelde) moedertaal hadden, waren er 1.160 mensen die die andere Canadese landstaal konden spreken (6,1%). Na het Engels en Frans was in 2021 de meest gekende taal de Amerikaanse Gebarentaal met 40 personen die ze machtig waren (0,2%). Er waren minder dan vijf mensen die Nederlands konden spreken.

### Inheemse bevolking
Bij de volkstelling van 2016 gaven 7.975 inwoners (39,7%) van Divisie Nr. 4 aan dat ze een inheemse identiteit hebben. Bijna 90% onder hen behoort tot de First Nations met daarnaast nog 235 Métis, 50 Inuit en 645 mensen die hun inheemse identiteit niet verder specificeerden of een gemengde inheemse identiteit hadden. Vrijwel niemand onder hen een inheemse taal machtig.

## Plaatsen
Divisie Nr. 4 telt negen gemeenten die volgens de volkstelling van 2021 tezamen 13.313 inwoners telden, oftewel 69% van het inwonertotaal. De overige inwoners woonden in gemeentevrij gebied, grotendeels in de 23 local service districts (LSD's). Er waren echter ook enkele honderden mensen die in een van de vijftien LSD-loze plaatsen of between communities (tussen twee plaatsen in) woonden en aldus geen enkele vorm van lokaal bestuur genoten.
| - Cape St. George - Gallants - Kippens - Lourdes - Port au Port East - Port au Port West-Aguathuna-Felix Cove - St. George's - Stephenville - Stephenville Crossing | - Barachois Brook - Bay St. George South - Benoits Siding - Black Duck - Black Duck Brook and Winterhouse - Campbells Creek - Flat Bay - Fox Island River-Point au Mal - Great Codroy - Mainland - Mattis Point - O'Regan's Central - Piccadilly Head - Piccadilly Slant-Abraham's Cove - St. Andrew's - St. Teresa - Searston - Sheaves Cove - Ship Cove-Lower Cove-Jerry's Nose - Three Rock Cove - Tompkins - Upper Ferry - West Bay | - Boswarlos - Coal Brook - Codroy Pond - Cold Brook - Doyles - Flat Bay West - Journois - Loch Lomond - MacDougalls - Millville - Noels Pond - Sandy Point - South Branch - Spruce Brook - The Block - Woodville |